# Vézelise
Vézelise [vez(ə)liz] ist eine französische Gemeinde mit 1354 Einwohnern (Stand 1. Januar 2022) im Département Meurthe-et-Moselle in der Region Grand Est (bis 2015 Lothringen). Sie gehört zum Arrondissement Nancy und zum Kanton Meine au Saintois.

## Geografie
Vézelise liegt am Brénon, etwa 20 Kilometer südlich von Nancy.

## Geschichte
Das Kapuzinerkloster Vézelise beherbergte von 1874 bis 1902 Schweizer Zisterzienserinnen, die anschließend in das Kloster Thyrnau wechselten.

### Bevölkerungsentwicklung
| Jahr      | 1962 | 1968 | 1975 | 1982 | 1990 | 1999 | 2007 | 2019 |
| Einwohner | 1233 | 1237 | 1105 | 1513 | 1391 | 1336 | 1391 | 1392 |

## Sehenswürdigkeiten
- Gotische Kirche Saints-Côme-et-Damien, 1521 geweiht, mit einer Orgel von Küttinger (1775), Monument historique[1]
- Hölzerne Markthalle aus dem 16. Jahrhundert[2]
- Rathaus aus dem 18. Jahrhundert, Monument historique[3]

|  |  |

## Verkehr

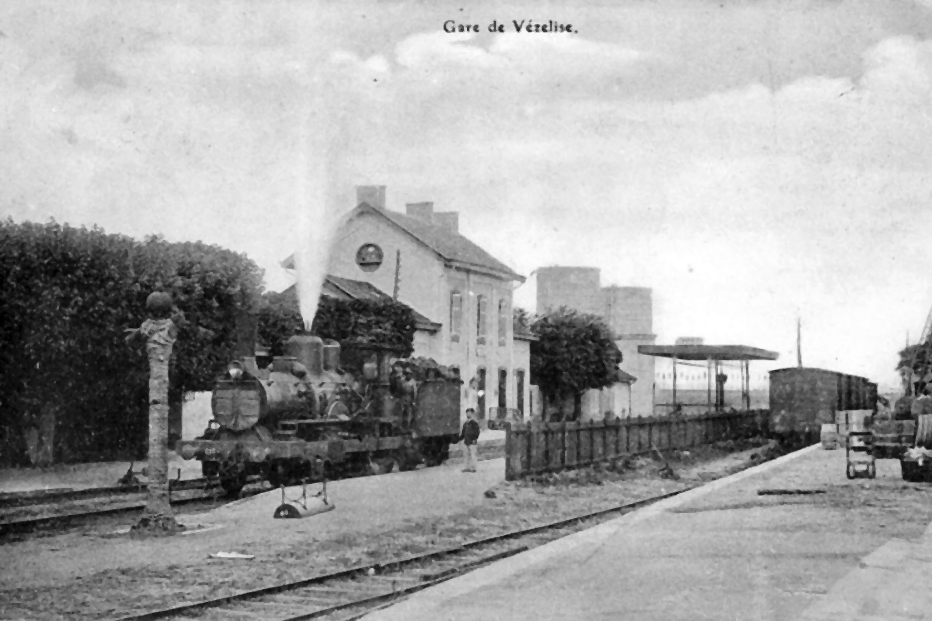
Der Bahnhof in den frühen 1900er Jahren

Der Ort hat einen Bahnhof an der Bahnstrecke Jarville-la-Malgrange–Mirecourt, die am 18. November 1873 von Nancy her eröffnet und am 22. Dezember 1879 bis Mirecourt verlängert wurde. Seit Dezember 2016 ruht der Personenverkehr auf der Schiene.

## Belege
1. ↑  Kirche Saints-Côme-et-Damien in der Base Mérimée des französischen Kulturministeriums (französisch)
2. ↑  Rathaus, Markthalle in der Base Mérimée des französischen Kulturministeriums (französisch)
3. ↑  Rathaus, Markthalle in der Base Mérimée des französischen Kulturministeriums (französisch)